# Heteromycteris japonicus
 Heteromycteris japonicus és un peix teleosti de la família dels soleids i de l'ordre dels pleuronectiformes.

## Distribució geogràfica
Es troba a les costes del Pacífic nord-occidental (Corea, Japó -incloent-hi les Illes Ryukyu- i la Mar de la Xina Oriental).